# Зјаљони Бор
Зјаљони Бор (блр. Зялёны Бор; рус. Зелёный Бор) је градско насеље са административним статусом варошице (городской посёлок) у централном делу Републике Белорусије. Административно је део Смаљавичког рејона Минске области. 
Варошица лежи неких 18 км југоисточно од града Жодзине, недалеко од железничке линије Минск-Орша.

## Историја
Насеље Зјаљони Бор је основано 1958. као радничко насеље запосленика у оближњем тресетишту. 

## Демографија
Према процени за 2011. у варошици је живело 1.096 становника.
| 2009. | 2010. | 2011. |
| ----- | ----- | ----- |
| 1.175 | 1.132 | 1.096 |